# St.-Nicolai-Kirche (Schnackenburg)

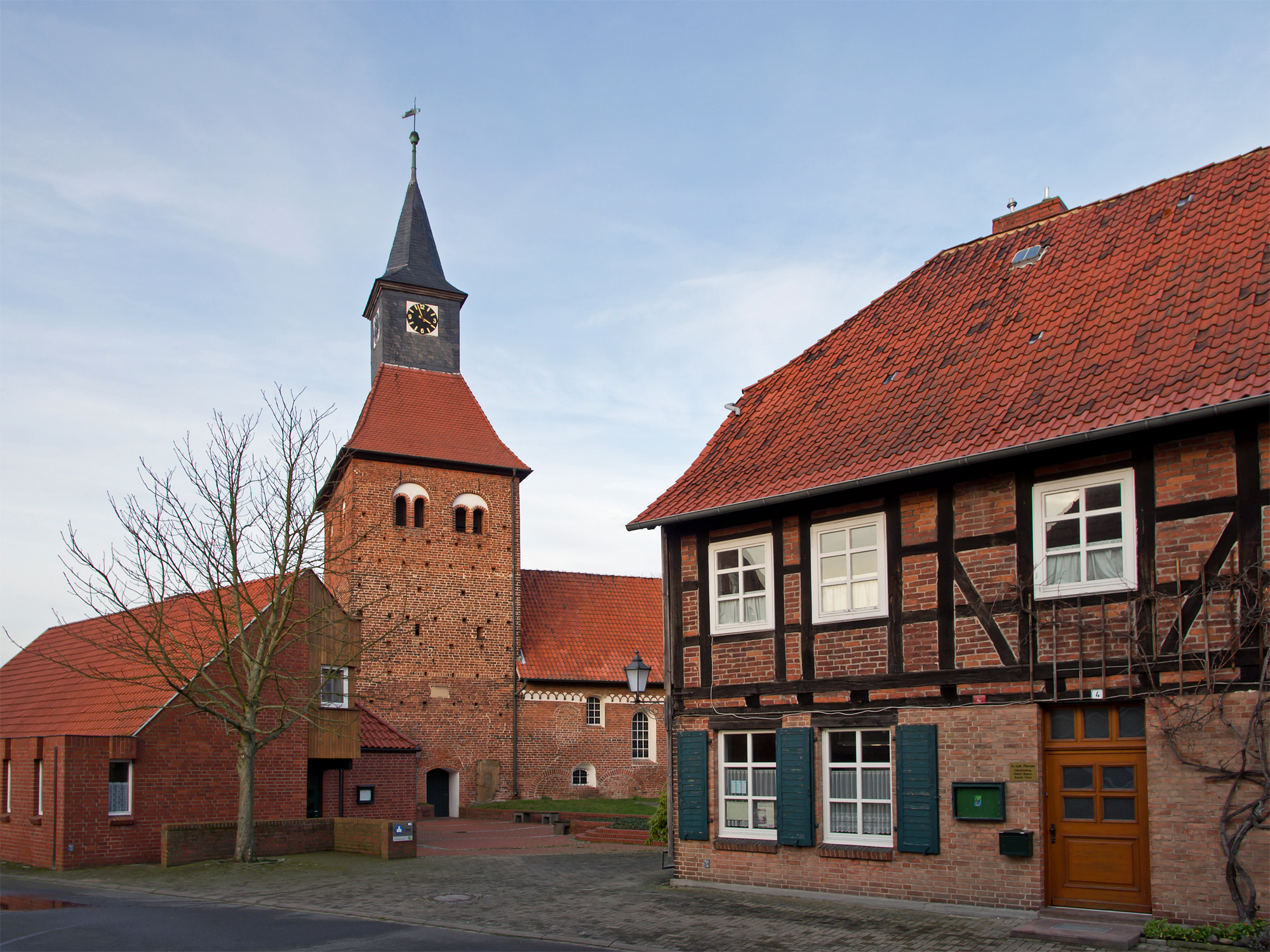
Die Kirche mit Pfarrhaus

Die St.-Nicolai-Kirche ist eine evangelisch-lutherische Kirche in Schnackenburg im niedersächsischen Landkreis Lüchow-Dannenberg. Sie befindet sich in der Stadtmitte und gehört zum Kirchenkreis Lüchow-Dannenberg.

## Geschichte
Die Kirche wurde vermutlich um das Jahr 1200 im romanischen Stil in Backstein erbaut. Die Errichtung könnte im Zusammenhang mit der Gründung des Klosters Arendsee im Jahr 1184 stehen. Eine Verbindung ergibt sich durch die Erwähnung des Zöllners Reynold von Schnackenburg im Verzeichnis der früheren Wohltäter des Klosters Arendsee. Da in Schnackenburg in erster Linie Schiffer und Kaufleute lebten, wurde die Kirche dem Heiligen Nikolaus geweiht. Zudem war die Stadt 1284 Sitz eines Propstes mit dem Namen Nikolaus. Dieser wurde vermutlich vom Bistum Verden eingesetzt, zu dem Schnackenburg kirchlich gehörte. In späterer Zeit wurde der Propstsitz nach Lüchow verlegt. 
Im Fürstentum Lüneburg, zu dem Schnackenburg damals gehörte, führte Ernst I., Herzog zu Braunschweig-Lüneburg, 1527 die Reformation ein. Dadurch wurde die St.-Nicolai-Kirche protestantisch. Bei den verheerenden Stadtbränden in Schnackenburg, zu denen es 1624, 1635, 1674 und 1728 kam, blieb die Kirche vermutlich wegen ihrer massiven Steinbauweise verschont. Die Turmhaube wurde 1750 erneuert, worauf eine Tafel über dem Turmeingang hinweist. 1777 wurde am Kirchenschiff im Süden der sogenannte Brauteingang angebaut, nachdem zwei ältere Vorbauten dort und unter dem Turm abgerissen worden waren. Ende des 18. Jahrhunderts wurden die Kirchenfenster dem Zeitgeschmack angepasst.
Nachdem sich infolge der Flucht und Vertreibung Deutscher aus Mittel- und Osteuropa 1945–1950 wieder Katholiken im Wendland niedergelassen hatten, fanden in der St.-Nicolai-Kirche auch katholische Gottesdienste statt. In den Jahren 2016 und 2017 erfolgten umfangreiche Sanierungsarbeiten am Kirchengebäude.

## Beschreibung und Ausstattung
Außen ist der Kirchenbau schlicht gehalten. Im hohen Innenraum sind die Wände ebenso wie die Säulen weiß gestrichen. Die Decke weist Goldfarben auf. Der Altar ist hauptsächlich weiß und blau mit goldenen Akzenten. In der Mitte des Altars steht vor einem weiß-goldenen Kreuz eine Jesusfigur am Kreuz. Die Orgel besteht aus weiß-goldenen Elementen. Die Sitzbänke sind auffällig in Blau gestaltet. Als 1894 die Wände neu gestrichen werden sollten, wurde zunächst der Putz abgeschlagen und darunter kamen Reste mittelalterlicher Malerei, darstellend biblische Szenen und den Leidensweg Christi, zum Vorschein. Diese wurden nicht dokumentiert.

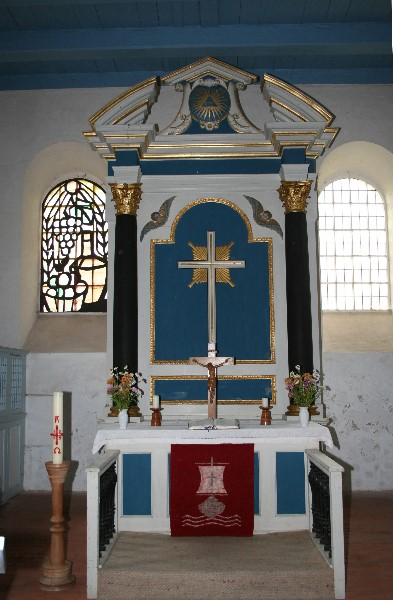
Altar
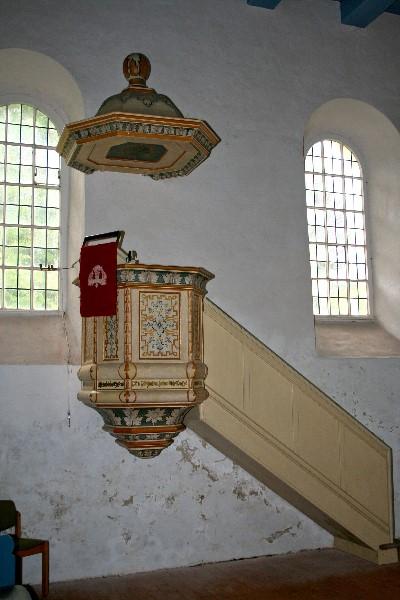
Kanzel

### Taufengel

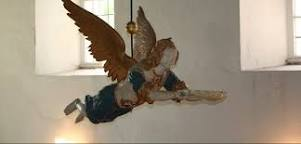
Taufengel

Der Taufengel kam um das Jahr 1727 in die Schnackenburger Kirche und ist seither ihr Markenzeichen. Die Figur erinnert an die Galionsfigur eines Schiffes. Die Holzmuschel in den Händen des Engels ist mit einer Messingschale versehen, die das Taufwasser aufnimmt. Zur Taufe steigt bildhaft der Taufengel herab, was eine Rollenvorrichtung in der Kirchendecke ermöglicht. Ein weiterer Taufengel befindet sich etwa fünf Kilometer entfernt in der Kirche zu Lanz in Brandenburg jenseits der Elbe.

### Orgel
Auf der Westempore, ebenfalls von 1727, befindet sich die Orgel, die 1875 vom Orgelbauer Rohlfing aus Osnabrück erbaut wurde.

### Glocken
Ursprünglich besaß die Kirche sechs Glocken. Diese und zwei weitere Glocken sind während der beiden Weltkriege zur Metallgewinnung für militärische Zwecke abhandengekommen, nur drei Glocken haben beide Weltkriege überstanden. Die älteste Glocke im Kirchturm stammt aus dem 14. Jahrhundert. 1965 wurden von der Glockengießerei Rincker im hessischen Sinn drei neue Glocken als Ergänzung zu den drei erhaltenen Glocken gegossen.
| Nr. | Schlagton | Gießer, Gussort               | Gussjahr  |
| --- | --------- | ----------------------------- | --------- |
| 1   | e1        | Glockengießerei Rincker, Sinn | 1965      |
| 2   | g1        | unbekannter Gießer            | 1478      |
| 3   | h1        | Glockengießerei Rincker, Sinn | 1965      |
| 4   | dis2      | Glockengießerei Rincker, Sinn | 1965      |
| 5   | f2        | unbekannter Gießer            | 14. Jhdt. |
| 6   | d3        | unbekannter Gießer            | 1600      |

## Grabsteine
An den Außenwänden der Kirche finden sich mehrere barocke Grabsteine, die größtenteils an die hier bestatteten Zollverwalter erinnern. Der jüngste Stein wurde 2005 in einem Bürgerhaus entdeckt und erinnert an eine aus Salzwedel stammende und 1730 hier verstorbene junge Frau.